# ストルゲー

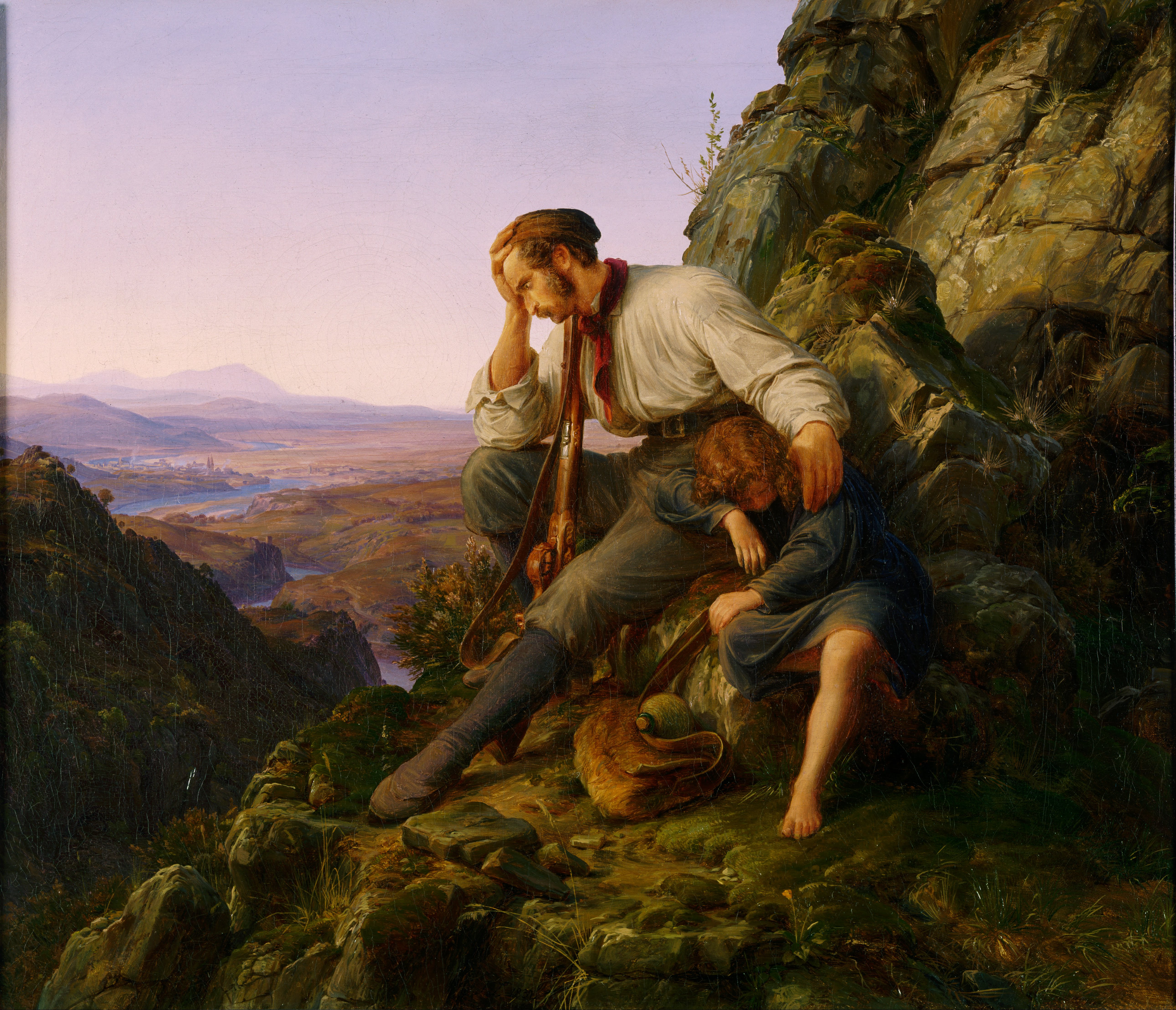
カール・フリードリヒ・レッシングの 盗賊の親子 (1832)

ストルゲー（古代ギリシア語: στοργή (storgḗ) [stor.ɡɛ̌ː]）あるいは家族愛（英: familial love）とは、親の子孫に対する愛や、子の親に対する愛のような、自然ないし本能的な愛情を指す。
社会心理学において、親友間の愛を指す別の用語としてフィリアがある。